# Lymeon rufoniger
Lymeon rufoniger là một loài tò vò trong họ Ichneumonidae.